# La Lucha Eterna
La Lucha Eterna es una escultura de carácter público ubicada en la ciudad de Quito (Ecuador), realizada por el artista francés Émile Peynot. Se encuentra emplazada en el extremo norte del parque El Ejido, delante de la Puerta de La Circasiana, con la que forma un conjunto que remata la turística avenida Amazonas. Para muchos expertos, es considerada la obra más hermosa que adorna el espacio público de la ciudad.

## Historia
Dispuesta a participar de las conmemoraciones por el centenario de la Batalla de Pichincha, que un 24 de mayo de 1822 selló definitivamente la independencia del país, la colonia de ecuatorianos residentes en Francia comisionó una escultura para donar a la ciudad capital. El artista escogido fue Émile Peynot, quien había sido alumno del célebre Rodin y ya había demostrado su capacidad escultórica en varias piezas de la ciudad de Buenos Aires, como la Ofrenda floral a Sarmiento. La Junta de Embellecimiento de la Ciudad de Quito coordinó la donación, transporte y ubicación de la escultura en el entonces parque 24 de Mayo (actual El Ejido), en donde fue colocada en 1922.
Años después, alrededor de 1970, fue trasladada al Palacio Legislativo para embellecer los jardines laterales del mismo. En la década de 1980 se la reubicó en una glorieta que existía en el cruce de las avenidas Eloy Alfaro y República, de donde fue retirada cuando la misma desapareció por reordenamientos geométricos para facilitar el tránsito en el sector. Después de casi 10 años en los que participó en exposiciones temporales de arte, fue finalmente devuelta al parque El Ejido, donde se la instaló el 9 de agosto de 2014.

## Descripción

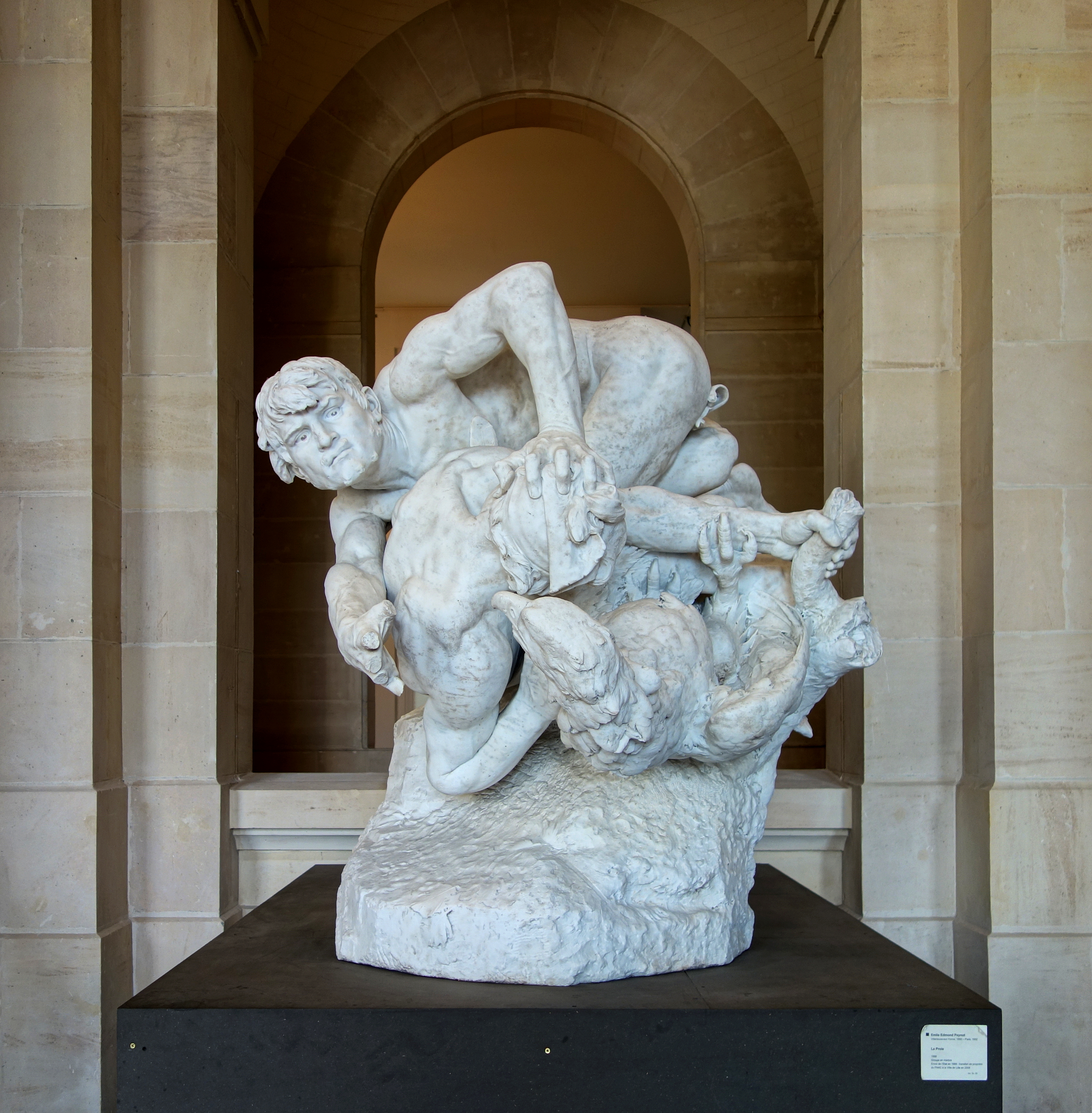
La presa (1888), Palais des Beaux-Arts de Lille.

La Lucha Eterna es una escultura de bronce fundida en un molde de cera hueca; sus medidas son de 2,30 m de alto, 2,60 m de ancho y 2,10 m de profundidad. La inscripción del autor se encuentra al lado izquierdo de la obra, en la que puede observarse a dos hombres musculosos que representan el bien y el mal, enfrascados en una lucha eterna que entrelaza manos y piernas con el afán de someterse entre sí. Bajo ellos, de espaldas y con sus patas y cabezas levantadas, un dragón participa también de la lid.

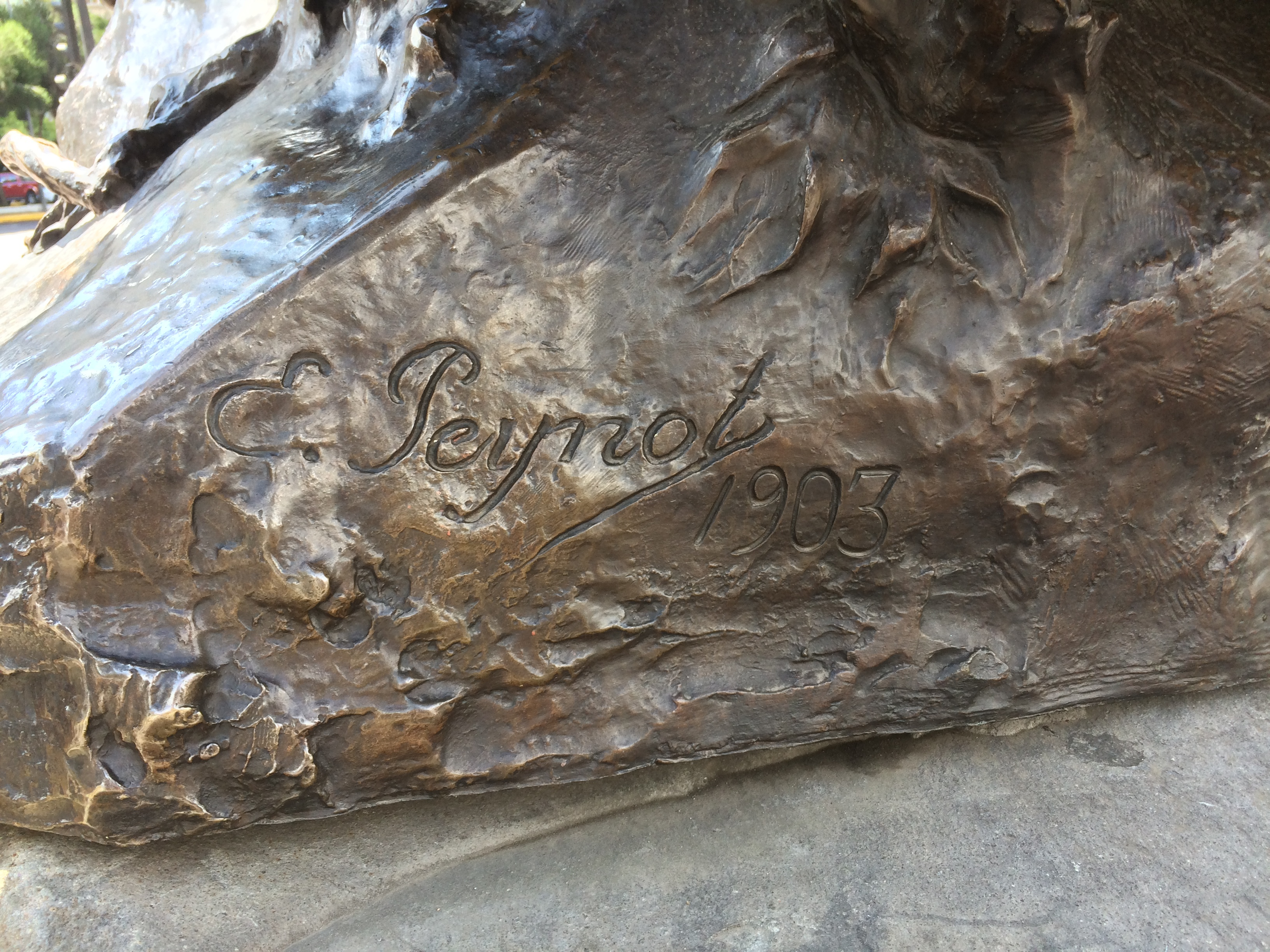
Firma de Peynot, detalle.

La escultura responde al lenguaje neoclásico que imperaba en la ciudad durante las primeras décadas del siglo XX, una época en la que el ornato público cobró vital importancia, compitiendo (y combinándose) con los palacetes y mansiones de estilos historicistas que la aristocracia levantaba en el Centro Histórico y La Mariscal.
La escultura de bronce está basada en otra de mármol hecha por el mismo escultor en 1888, llamada La presa (La Proie). Esta es de menor tamaño y se encuentra expuesta en el Palais des Beaux-Arts de Lille.

## Galería
En 2023 la escultura fue exhibida en el hall principal del Centro Cultural Metropolitano de Quito, como parte de una exposición temporal titulada «Que el Pichincha decora, memoria, geografía y afectos». Fue trasladada de vuelta al parque El Ejido el 1 de junio de 2023

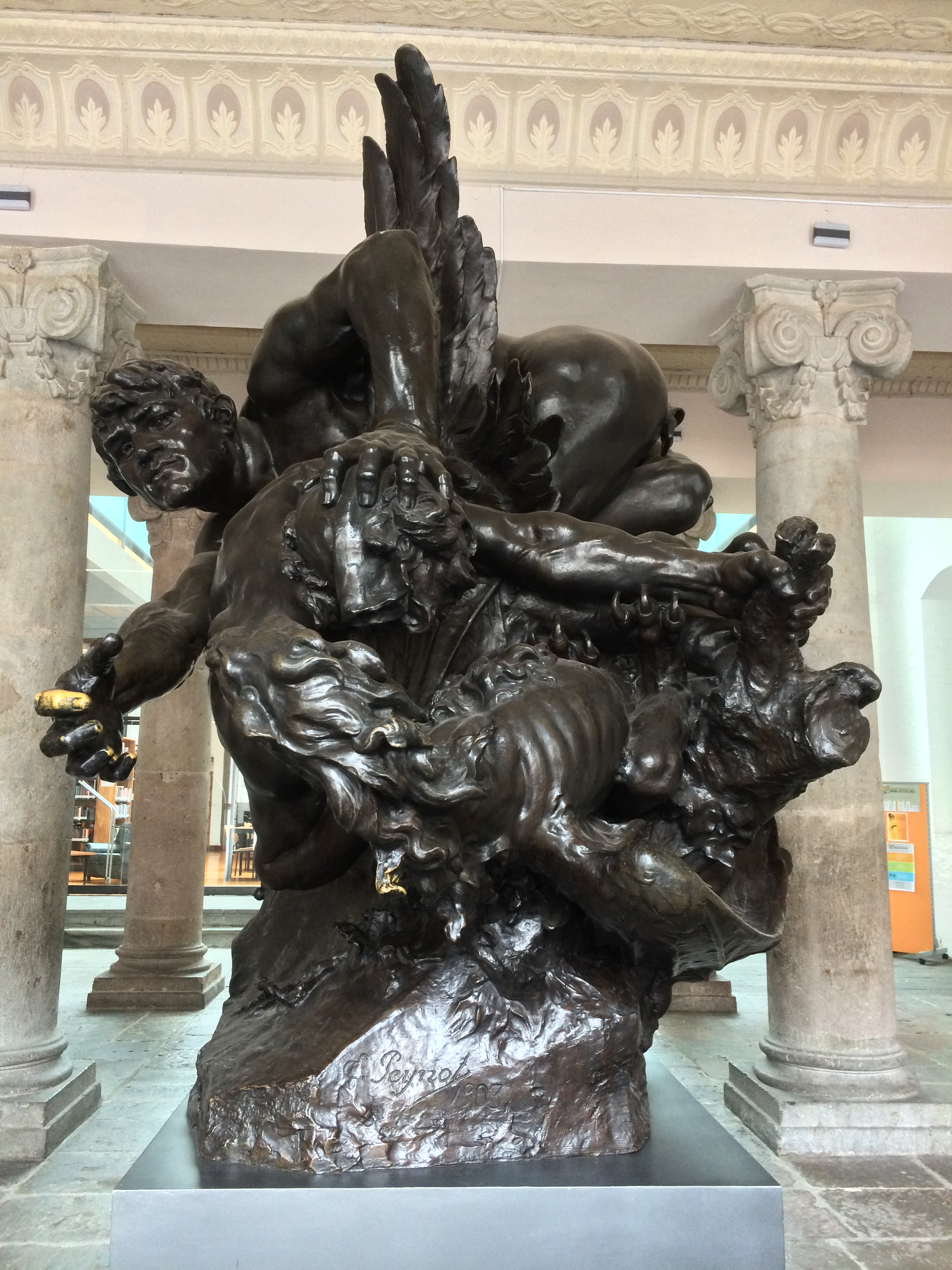
Vista frontal.
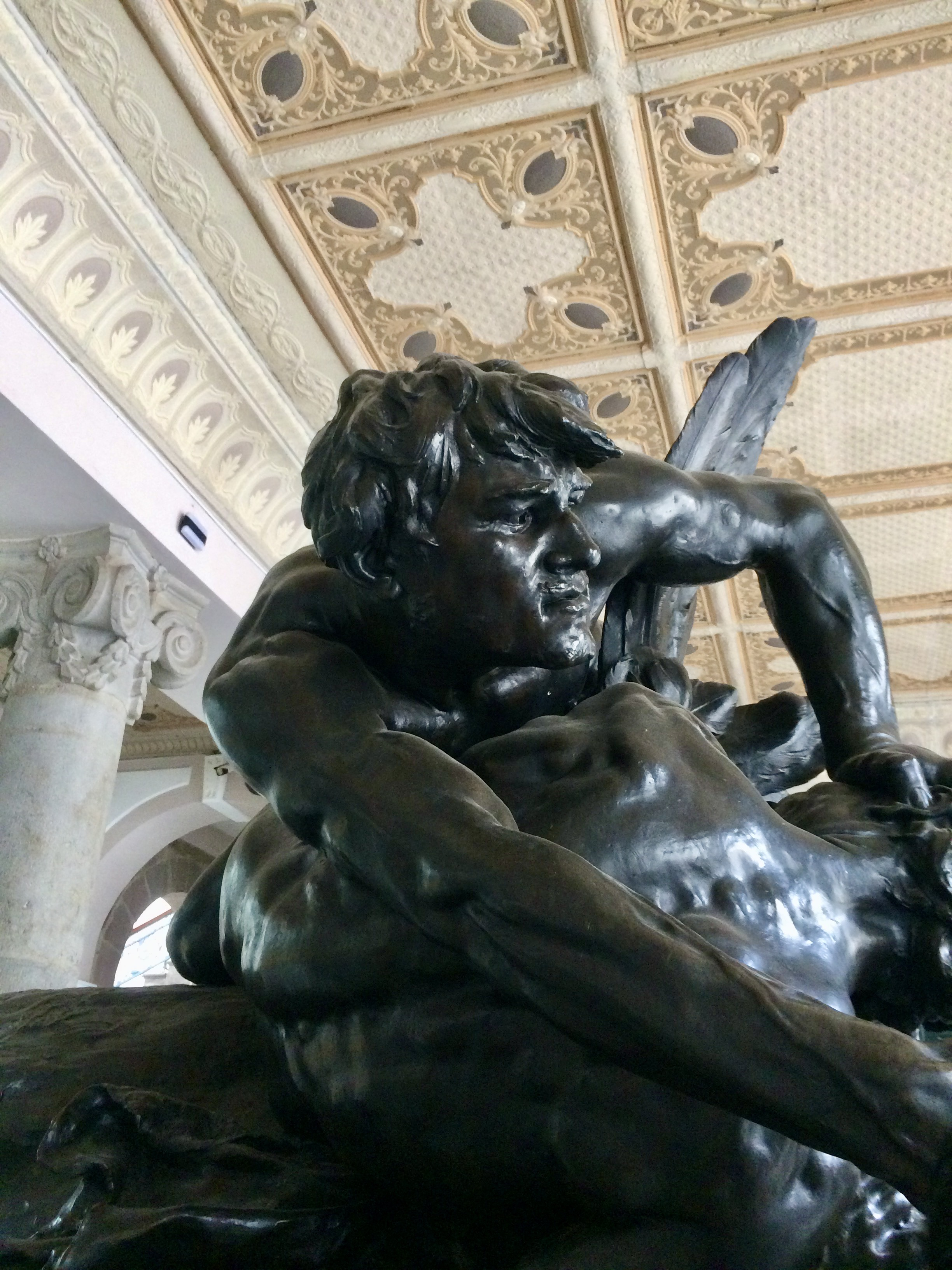
Detalle lateral.
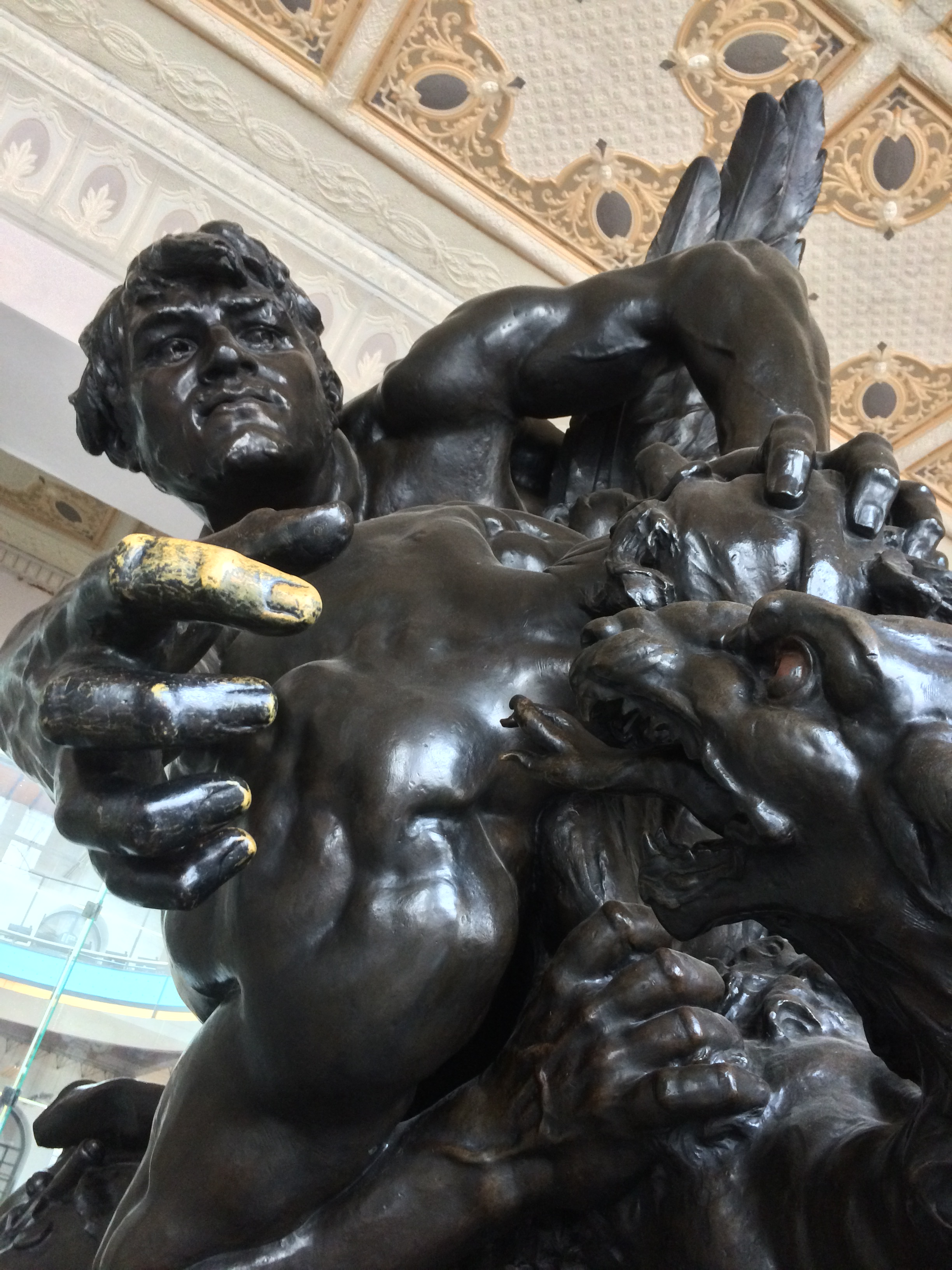
Detalle.
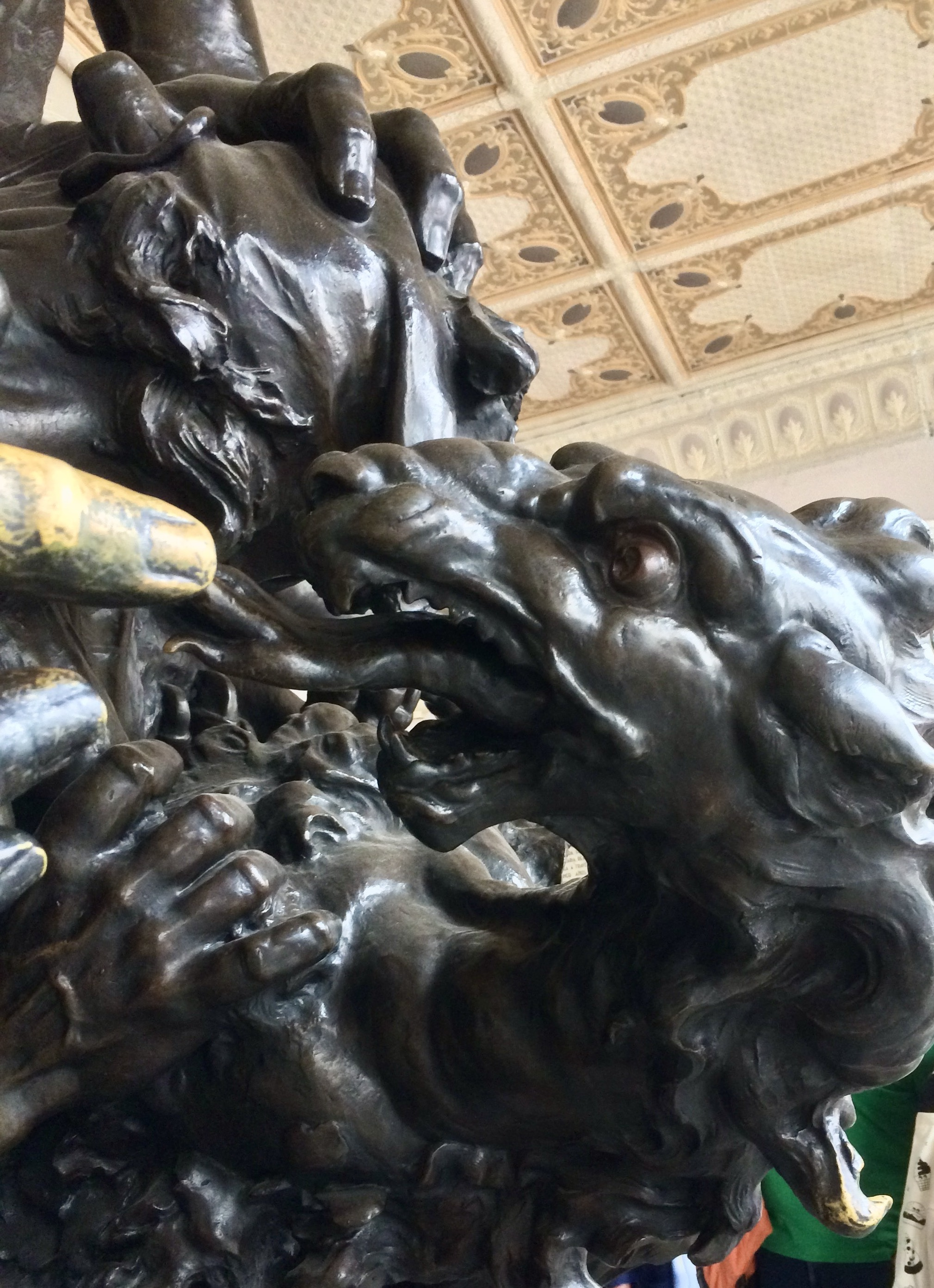
Detalle, dragón.